# Illes Òrcades
Les illes Òrcades (Orkneyjar en nòrdic antic, Àrcaibhen en gaèlic, Orkney en anglès, o més rarament Orkney Islands) són situades a 16 km al nord d'Escòcia i en formen una regió administrativa de 990 km² i 19.245 habitants (2001). Està formada per unes 200 illes i illots, de les quals unes 20 estan habitades.
L'illa principal s'anomena Mainland (literalment 'terra ferma), i les poblacions més importants són Kirkwall o en gaèlic Baile na h-Eaglaise  (la capital, amb uns 9.293 habitants) i Stromness (amb 2.000 habitants).
Les illes conserven importants jaciments neolítics i de l'edat del ferro. Històricament, van ser colonitzades pels vikings a partir del segle ix, van ser un comtat independent més o menys dependent de la corona noruega i el segle xv van ser cedides al regne d'Escòcia com a aixovar de la princesa Margarida de Dinamarca, esposa de Jaume III d'Escòcia. El parlar escandinau local (norn) hi va desaparèixer al segle xviii, substituït per l'escocès, que, actualment, cedeix terreny a l'anglès.
A les Illes Òrcades, el No a la independència d'Escòcia va guanyar per 10.004 vots enfront dels 4.883 vots que va aconseguir el Sí a la independència. En aquest referèndum hi va haver 20 vots nuls al comtat.